# Wunderbare Jahre (Buch)
Wunderbare Jahre. Als wir noch die Welt bereisten ist ein Buch von Sibylle Berg, das 2016 bei Hanser in München erschienen ist.

## Inhalt
Das Buch umfasst 19 bereits an anderer Stelle veröffentlichte Reisetexte Sibylle Bergs, die sie überarbeitet und neu arrangiert hat. Unter anderem handeln sie von Tel Aviv, London, Weimar, Bangladesh, dem Mergui-Archipel und einer Fahrt auf einem Containerschiff. Diesen Texten ist jeweils ein Postscriptum nachgestellt, das knapp zusammenfasst, was seit der Erstveröffentlichung an dem bereisten Ort geschehen ist, namentlich Krieg, Terror, Unterdrückung, Piraterie und Umweltkatastrophen.
Illustriert wurde das Buch von Isabel Kreitz.

## Stil
Sibylle Berg verwendet unterschiedliche Stile für die einzelnen Texte. Auktoriales Erzählen und Ich-Erzähler wechseln sich mit der Reihung knapper Hauptsätze oder einer drehbuchartigen Darstellung inklusive Kameraanweisungen ab.

## Rezensionen
- Rose-Maria Gropp attestiert Berg in der Frankfurter Allgemeinen Zeitung am 26. November 2016, sie sei „eine Moralistin unter uns Zeitgenossen, eine große Komödiantin, die Angehörige einer Spezies, die nicht aussterben darf, zwischen all den Comedians in ihrer dauererregten Albernheit.“[1]
- „Ein trauriges Reisebuch hat Sibylle Berg da geschrieben (...) Wunderschön, klug und unendlich traurig“ resümiert Barbara Schäfer in der Frankfurter Allgemeine Sonntagszeitung am 4. Dezember 2016.[1]
- „Das Glück der Reise liegt immer irgendwo am Rand, nie in der Erfüllung von Klischees. In Sibylle Bergs Reiselust schwingt jene Weisheit der Vielgereisten immer schon mit, die eigentlich eine routinierte Enttäuschungserwartung ist“ schreibt Kathleen Hildebrand in der Süddeutschen Zeitung am 18. Oktober 2016.[2]
- Man liest Sibylle Berg „wegen ihres Sounds, dieses sensibel-rotzigen Stils, dieser Art, die Dinge an ihre sehr dünne Haut herankommen zu lassen und mit voller sprachlicher Wut draufzuschlagen. Wer das liebt, kommt auch in diesen Reisestücken auf seine Kosten.“ So urteilt Martin Ebel im Tages-Anzeiger vom 30. September 2016.[3]
- Annerose Kirchner von der Ostthüringer Zeitung meint am 15. Oktober 2016, Berg „packe den Leser unterhaltsam und kritisch mit Fakten, die überzeugen.“[1]
- Zu den Illustrationen bemerkt Shirin Sojitrawalla auf deutschlandfunk.de am 12. Oktober 2016: „Eine weitere Besonderheit des schmalen Buches bilden die Illustrationen von Isabel Kreitz, die den Band wie Vignetten zieren. Es sind Bilder, die sich auskennen in der Welt. Dabei illustrieren sie die Geschichten nicht bloß schnöde, sondern spinnen sie zart und schräg weiter.“[4]

## Ausgaben
- Erstausgabe Hardcover, Hanser 26. September 2016, 192 Seiten, ISBN 978-3-446-25359-9
- E-Book, Hanser, 26. September 2016
- Hörbuch, gelesen von Katja Rieman, audio media verlag, 26. September 2016, ISBN 978-3-95639-159-0